# Hyde Park (Nova Iorque)
Hyde Park é uma vila localizada no estado americano de Nova Iorque, no Condado de Dutchess.
É conhecida por ser a cidade natal do presidente Franklin D. Roosevelt e entre seus principais pontos turísticos, estão a Isaac Roosevelt House (casa do avô de Franklin), o Home of Franklin D. Roosevelt National Historic Site (casa onde viveu Franklin Roosevelt) e o Eleanor Roosevelt National Historic Site (casa onde viveu Eleanor Roosevelt).

## Geografia
De acordo com o United States Census Bureau, a cidade tem uma área de 103,2 km², onde 94,9 km² estão cobertos por terra e 8,3 km² por água.

## Demografia
Segundo o censo nacional de 2010, a sua população é de 21 571 habitantes e sua densidade populacional é de 227 hab/km².

## Lista de marcos
A relação a seguir lista as entradas do Registro Nacional de Lugares Históricos em Hyde Park. Aquelas marcadas com ‡ também são um Marco Histórico Nacional.
- Archibald Rogers Estate
- Bard Infant School and St. James Chapel
- Bergh-Stoutenburgh House
- Eleanor Roosevelt National Historic Site
- Franklin Delano Roosevelt High School
- George Rymph House
- Home of Franklin D. Roosevelt National Historic Site
- Howard Mansion and Carriage House
- Hyde Park Elementary School
- Hyde Park Firehouse
- Hyde Park Railroad Station
- Isaac Roosevelt House
- Langdon Estate Gatehouse
- Main Street-Albertson Street-Park Place Historic District
- New Guinea Community Site
- Quaker Lane Farms
- Reformed Dutch Church, Parsonage and Lecture Hall
- Roosevelt Point Cottage and Boathouse
- Top Cottage‡
- US Post Office--Hyde Park
- Vanderbilt Lane Historic District
- Vanderbilt Mansion National Historic Site
- Wales House
- William Stoutenburgh House

## Galeria de imagens

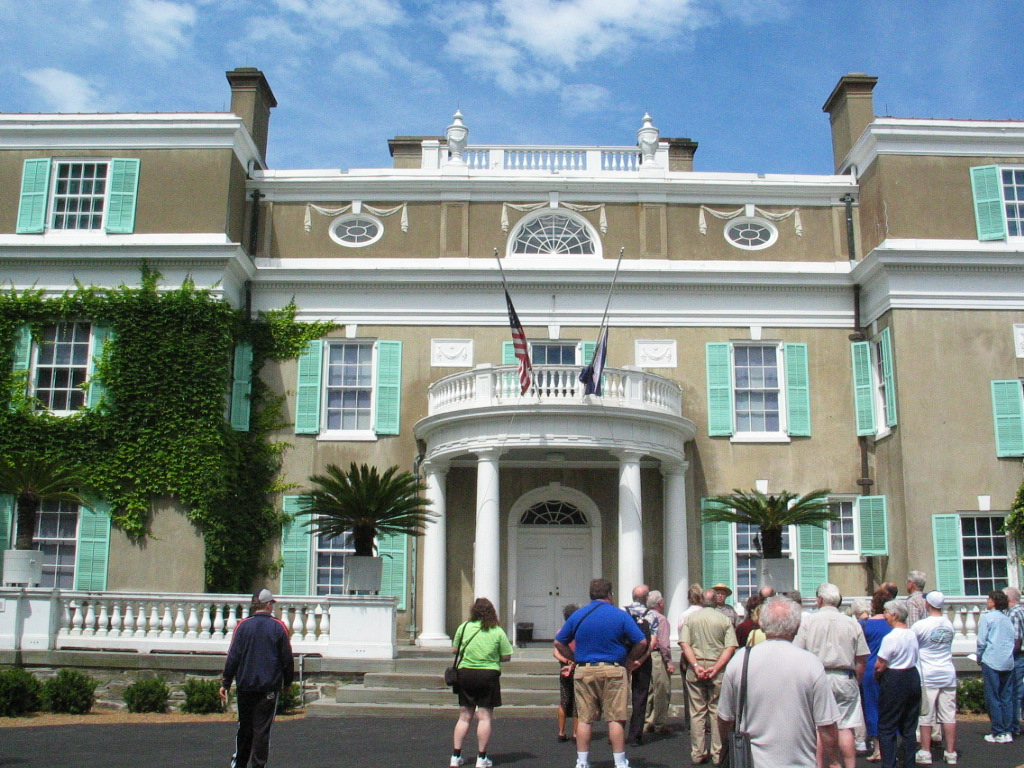
Casa histórica de Franklin D. Roosevelt.
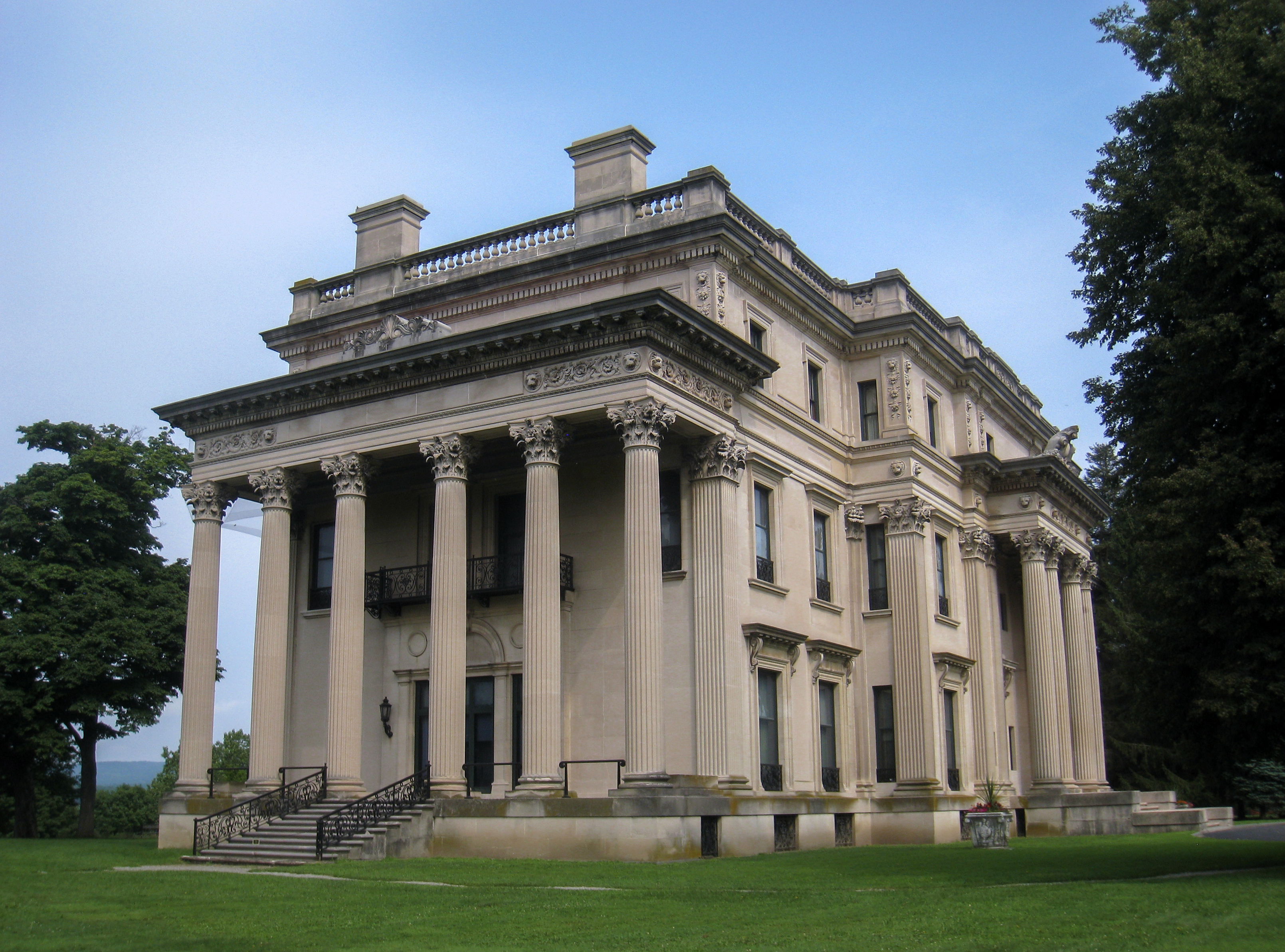
Vanderbilt Mansion National Historic Site
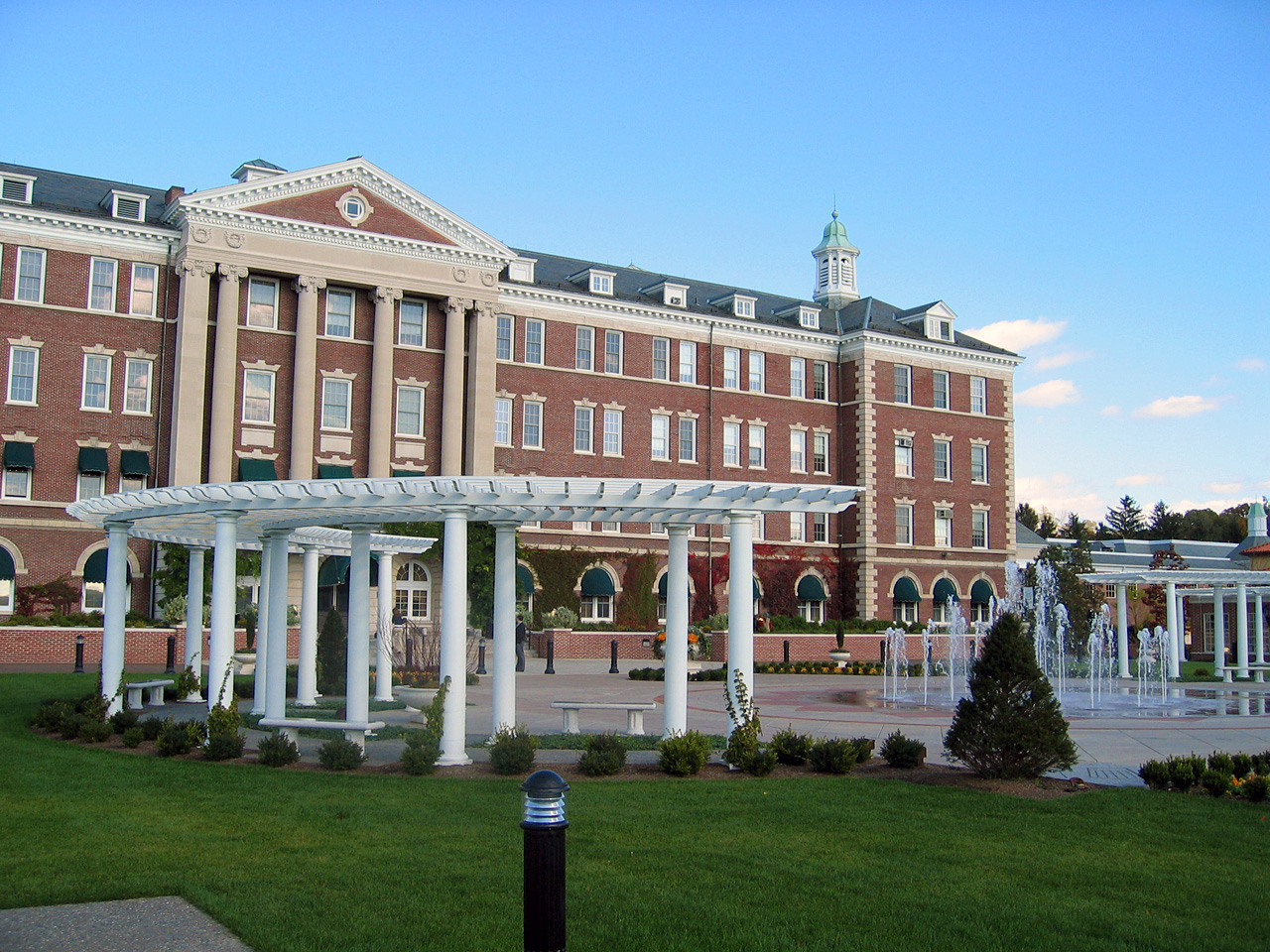
Campus da The Culinary Institute of America.